# Einar Övergaard
Einar Övergaard, född 28 september 1871 i Göteborgs Kristine församling, död 8 september 1936 i Uddevalla församling i Göteborgs och Bohus län, var en svensk folkmusiksamlare.
Övergaard var utbildad botaniker och under många år verksam som läroverksadjunkt i Uddevalla. Han företog under ferierna 1892–1904 resor i Sverige och Norge, varunder han insamlade 850 nummer instrumental och vokal folkmusik. Dessa samlingar förvaras i Dialekt- och folkminnesarkivet i Uppsala och utgavs av Märta Ramsten i "Einar Övergaards folkmusiksamling" (1982, ISBN 91-22-00557-9).
Han var son till sjökaptenen Ove Peter Övergaard (född i Norge) och Ida, ogift Gjeruldsen (född i England). Han förblev ogift till sin död och är begravd i familjegrav på Göteborgs östra kyrkogård.